# Атлантик-Гайлендс (Нью-Джерсі)
Атлантик-Гайлендс (англ. Atlantic Highlands) — місто (англ. borough) в США, в окрузі Монмаут штату Нью-Джерсі. Населення — 4414 особи (2020).

## Географія
Атлантик-Гайлендс розташований за координатами 40°24′42″ пн. ш. 74°1′11″ зх. д. / 40.41167° пн. ш. 74.01972° зх. д. (40.411771, -74.019836).  За даними Бюро перепису населення США в 2010 році місто мало площу 11,81 км², з яких 3,34 км² — суходіл та 8,48 км² — водойми.

## Демографія
Згідно з переписом 2010 року, у селищі мешкало 4385 осіб у 1870 домогосподарствах у складі 1186 родин. Було 2002 помешкання
Расовий склад населення:
| - 93,2 % — білих - 2,2 % — азіатів - 1,4 % — чорних або афроамериканців - 0,3 % — корінних американців - 1,3 % — осіб інших рас |

До двох чи більше рас належало 1,7 %. Частка іспаномовних становила 5,1 % від усіх жителів.
За віковим діапазоном населення розподілялося таким чином: 19,6 % — особи молодші 18 років, 64,8 % — особи у віці 18—64 років, 15,6 % — особи у віці 65 років та старші. Медіана віку мешканця становила 45,0 року. На 100 осіб жіночої статі у селищі припадало 95,2 чоловіків;  на 100 жінок у віці від 18 років та старших — 94,2 чоловіків також старших 18 років.
Середній дохід на одне домашнє господарство  становив 105 644 долари США (медіана — 88 024), а середній дохід на одну сім'ю — 132 526 доларів (медіана — 121 393). Медіана доходів становила 86 313 долари для чоловіків та 57 115 доларів для жінок. За межею бідності перебувало 6,4 % осіб, у тому числі 9,1 % дітей у віці до 18 років та 8,6 % осіб у віці 65 років та старших.
Цивільне працевлаштоване населення становило 2279 осіб. Основні галузі зайнятості: освіта, охорона здоров'я та соціальна допомога — 20,1 %, науковці, спеціалісти, менеджери — 15,1 %, мистецтво, розваги та відпочинок — 11,9 %, фінанси, страхування та нерухомість — 11,1 %.